# 12695 Utrecht
12695 Utrecht (1989 GR3) là một tiểu hành tinh vành đai chính được phát hiện ngày 1 tháng 4 năm 1989 bởi E. W. Elst ở Đài thiên văn Nam Âu.